# Шебаново (Волоколамский район)
Шебаново — деревня в Волоколамском районе Московской области России. Относится к Ярополецкому сельскому поселению, до муниципальной реформы 2006 года относилась к Курьяновскому сельскому округу.

## Население
| 1852 | 1859 | 1926 | 2002 | 2006 | 2010 | 2013 |
| ---- | ---- | ---- | ---- | ---- | ---- | ---- |
| 171  | ↗177 | ↘127 | ↘7   | ↗12  | ↗17  | ↗20  |
| 2014 | 2015 | 2016 |      |      |      |      |
| ↗21  | →21  | →21  |      |      |      |      |

## Расположение
Деревня Шебаново расположена примерно в 12 км к юго-западу от центра города Волоколамска. В километре к северу от деревни находится станция Благовещенское Рижского направления Московской железной дороги. Ближайшие населённые пункты — деревня Фёдлово и посёлок при станции Благовещенское. Рядом с деревней Шебаново берёт начало река Вельга (бассейн Иваньковского водохранилища). В деревне три улицы — Восточная, Высокая и Западная, зарегистрировано четыре садовых товарищества.

## Исторические сведения
В «Списке населённых мест» 1862 года Шебаново — казённая деревня 1-го стана Волоколамского уезда Московской губернии по правую сторону Московского тракта, от границы Зубцовского уезда на город Волоколамск, в 10 верстах от уездного города, при речке Вельге, с 22 дворами и 177 жителями (87 мужчин, 90 женщин).
По данным на 1890 год входила в состав Тимошевской волости Волоколамского уезда, число душ мужского пола составляло 95 человек.
В 1913 году — 30 дворов.
По материалам Всесоюзной переписи населения 1926 года — деревня Козинского сельсовета Тимошевской волости, проживало 127 жителей (65 мужчин, 62 женщины), насчитывалось 24 крестьянских хозяйства.
С 1929 года — населённый пункт в составе Волоколамского района Московской области.